# Municipio de Greene (condado de Greene)
El municipio de Greene (en inglés: Greene Township) es un municipio ubicado en el condado de Greene en el estado estadounidense de Pensilvania. En el año 2000 tenía una población de 445 habitantes y una densidad poblacional de 9 personas por km².

## Geografía
El municipio de Greene se encuentra ubicado en las coordenadas 39°50′00″N 79°59′29″O / 39.83333, -79.99139.

## Demografía
Según la Oficina del Censo en 2000 los ingresos medios por hogar en la localidad eran de $30,227 y los ingresos medios por familia eran de $31,806. Los hombres tenían unos ingresos medios de $25,781 frente a los $18,929 para las mujeres. La renta per cápita de la localidad era de $15,486. Alrededor del 9,8% de la población estaba por debajo del umbral de pobreza.